# Білокриницький Василь Степанович
Білокриницький Василь Степанович (23 серпня 1927 — 31 липня 2023) — доктор медичних наук, вчений в галузі гістології і фізіології головного мозку, фахівец в галузі молекулярної біології та біологічної дії електромагнітних випромінювань. Багато років працював головним науковим співробітником лабораторії гігієни і промислової екології Українського НДІ медицини транспорту [Архівовано 18 грудня 2014 у Wayback Machine.]. Він ветеран Великої Вітчизняної війни, ветеран праці, учасник бойових дій ВВВ.
Ідея та інтерес Білокриницького В. С. до дослідження біологічного впливу електромагнітних полів на головний мозок виникла завдяки його природної спостережливості за військовослужбовцями, які за родом своєї діяльності були пов'язані з технікою СВЧ на військовій службі при зверненні в медсанчастину.
Після закінчення військово-медичного училища (в 1952р відзнакою), виконуючи функції начальника медичної частини 146 окремої гвардійської батальйону зв'язку, 7-ї Гвардійської Київсько-Берлінської танкової дивізії третьої механізованої армії, вислуховуючи скарги солдатів, обслуговуючих техніку зв'язку щодо забезпечення діяльності військ, Білокриницький В. С. звернув увагу на їх стан здоров'я. Вони скаржилися на розбитість, загальну слабкість, нездужання, головні болі, апатію. Аналогічні скарги були відсутні у солдатів, які перебували в тих же побутових умовах армійського життя, не пов'язаних з обслуговуванням техніки зв'язку.
Тяга до знань і пізнання причини виникнення причини незвичайних скарг у солдатів цієї категорії, спонукало ювіляра звільнитися в запас і поступити в Київський медичний інститут. У 1957—1962 роки Білокриницький В. С. студент лікувального факультету Київського медінституту, він вивчає гістологію та фізіологію нервової системи, освоює методики дослідження функції різних її відділів, проводить експерименти. У цей період Білокриницький В. С. вивчає реакції нервової тканини на дію фізичних факторів, таких як тепло, холод, електричний струм, на експериментальних тварин. Він вивчає рецепторний апарат сигмовидного синуса і оболонок головного мозку, померлих від гіпертонії, інсульту, ураження електричним струмом, виступає з доповідями на наукових конференціях, публікується.
Після закінчення медінституту з рекомендацією на наукову роботу, його запросили в лабораторію біофізики сектора радіобіології Інституту фізіології ім. А. А. Богомольця [Архівовано 1 травня 2018 у Wayback Machine.] АН УРСР на посаду наукового співробітника з вивчення променевої хвороби і розробки методів лікування цього захворювання. Паралельно вивчає біологічну дію неіонізуючих мікрохвильових випромінювань понад високої частоти. Результати досліджень доповідає на конференціях АН УРСР по дії фізичних факторів і публікує в журналі інституту.
У цьому ж інституті Білокриницький В. С. удосконалює існуючі і розробляє нові методи дослідження механізмів фізіологічних процесів. Ним розроблено метод комплексної одночасної реєстрації електричної активності різних ділянок головного мозку та периферичної нервової системи з наступним гістологічним дослідженням в різні терміни експерименту і зареєстровані цікаві закономірності при дії НВЧ-поля. З приходом в інститут фізіології видного вченого в галузі електрофізіології Пилипа Миколайовича Сєркова на посаду заступника директора з наукової роботи, Білокриницький В. С. під його керівництвом, виконує дисертацію «Нейронні зв'язку деяких областей неокортексу з гіппокампом» і захищає її за спеціальністю «Гістологія» (1971 р.), виявляє прямі зв'язки нейронів хвостатого ядра з нейронами лобової частки кори мозку і публікує в журналі «Анатомія, гістологія і ембріологія» Академії Наук СРСР, 1973, — № 11,-С.5-12 під рубрикою «Оригінальні дослідження». У ній докладно описані і продемонстровані зв'язки нейронів хвостатого ядра з нейронами лобової частки, виявлені методом дегенерації відростків тіла клітин після видалення ділянок хвостатого ядра. Виявлені прямі зв'язки нейронів неокортексу з гіппокампом і хвостатого ядра з лобовою корою лягли в основу нового розуміння механізмів роботи мозку і ролі лімбічної системи у функції пам'яті. Накопичені знання з фізіології та гістології дозволили ювіляру проводити в інституті фізіології комплексні дослідження біологічної дії неіонізуючих випромінювань надвисокої частоти.
Ці дослідження вчений продовжив в Київському НДІ загальної і комунальної гігієни ім. О. М. Марзєєва МОЗ України [Архівовано 27 лютого 2017 у Wayback Machine.], будучи лікарем-інспектором Управління Науки та координації наукових досліджень в НДІ України, куди був запрошений в 1971 р. Робота в лабораторії біолого-гігієнічних досліджень під керівництвом М. А. Руднєва в комплексі з лабораторією гігієни електромагнітних полів, керує якою Ю. Д. Думанський, під загальним керівництвом директора інституту академіка М. Г. Шандали В. С. Білокриницький очолив групу гістохімії і електронної мікроскопії, розробив методику по визначенню змін біологічно-активних речовин: полісахаридів, нуклеїнових кислот, ферментів, і впровадив їх у НДР інших лабораторій інституту.
Рішенням ВАК при Раді Міністрів СРСР від 18 травня 1977 згідно з протоколом № 19-к/7 Білокриницькому В. С. присвоєно вчене звання старшого наукового співробітника за спеціальністю «Молекулярна біологія». У цьому ж році, за наказом Міністра охорони здоров'я СРСР Є. Чазова, його відряджають радником на Кубу для підготовки наукових кадрів. Працюючи професором кафедри патологічної анатомії Гаванського університету, ним підготовлено 6 кандидатів медичних наук, з числа лікарів та викладачів Університету та 4 прозектора вищої категорії військового госпіталю «Фінлай». За успішну роботу з кубинськими фахівцями в галузі патології Товариство патологів Куби присвоїло Білокриницькому В. С. звання «Почесний член Товариства патологів».
Після повернення з Куби, з 1983 по 1988 роки, веде закриту комплексну тематику Міністерства охорони здоров'я і Кабінету Міністрів України з цивільної оборони.
В. С. Білокриницький вперше експериментально довів існування радіохвильової хвороби. На основі зміни структури, функцій, метаболізму тканин організму в різних умовах експерименту при дії НВЧ-поля, описав етіологію і патогенез виникнення гострої, підгострої і хронічної форм перебігу мікрохвильової патології ще в 70-х роках минулого сторіччя, задовго до появи комп'ютерів і мобільних телефонів . Описав закономірності негативного дії неіонізуючих мікрохвильових випромінювань різної інтенсивності. Він вперше довів можливість патологічної дії великих, середніх, слабких і малих доз НВЧ-поля на головний, спинний і кістковий мозок, печінки, нирки і репродуктивну систему від джерел техногенного походження, дав визначення закономірностям «Доза-ефект», «Доза-час-ефект», «Доза-кратність її повторення-час-ефект», які лягли в основу його докторської дисертації.
Вперше довів зміни структури і функції центральної і периферичної нервової системи, зміни пам'яті, умовно-рефлекторної діяльності і поведінку тварин. Результати досліджень викладені у великій кількості опублікованих наукових працях у вітчизняних та зарубіжних виданнях, узагальнені в 4-х монографіях.
В цілому, він створив теорію мікрохвильової патології електромагнітних випромінювань техногенного походження, звернув увагу на інформаційні властивості електромагнітних випромінювань Всесвіту і їх взаємодії з електромагнітними процесами організму, створив новий напрямок в медичній науці, який позначив біоелектромагнітологія та біоєнергоінформатика.
В. С. Білокриницький прихильник нових технологій діагностики, лікування та профілактики хвороб на основі взаємодії і сумісності різних частотних діапазонів електромагнітних полів зовнішнього впливу з полями клітин, тканин і організму в цілому. На цій основі розробляє пошук захисних засобів організму від негативної дії патогенних випромінювань різних джерел середовища проживання людини.
У 2007 роц В. С. Білокриницький [Архівовано 30 квітня 2018 у Wayback Machine.] обраний дійсним членом — академіком громадської організації: Міжнародної академії біоенерготехнологій [Архівовано 30 квітня 2018 у Wayback Machine.] (МАБЕТ), в 2009 році — академіком-секретарем Причорноморського регіонального відділення [Архівовано 30 квітня 2018 у Wayback Machine.] цієї академії МАБЕТ.
У 2010 році за видатні досягнення в галузі еніології — нагороджений нагрудним знаком «Визнання», почесним знаком мера м. Одеси — «Трудова слава». Президія Національної Академії Наук України у Постанові від 07.07.2010г. № 221 виразила подяку за багаторічну плідну творчу наукову діяльність, високий професіоналізм та особистий внесок у науку. У 2012 році за заслуги, відзначений нагородою губернатора Одеської області Почесною відзнакою.
В. С. Білокриницький, як учасник бойових дій у ВВВ, нагороджений 20-ма державними нагородами. Він як і раніше в строю ветеранів війни, член Президії Ради ветеранів м. Одеси, Голова Одеського обласного Центру волонтерів і заступник голови Комісії з охорони здоров'я міста та області. Віе організував школу і семінари з профілактики хвороб і наданні паліативної допомоги хворим.
В. С. Білокриницький видав дві збірки наукових праць вчених громадських організацій, які він очолює. Назва збірок: «Нетрадиційні технології в медицині» [Архівовано 30 квітня 2018 у Wayback Machine.] (2011), «Квантова медицина технології оздоровлення» (2013).
Є така думка, що досвід класичного лікаря і свідомість альтернативно мислячого вченого — це надбання талановитої людини. Як логічне продовження своєї наукової та громадської діяльності, розуміючи важливість створення інформаційного простору, В. С. Білокриницький став ініціатором нового журналу. Таким чином на початку 2017 року з'явився Науково-просвітницький міжгалузевої журнал профілактичної медицини «Здоров'я нації і активне довголіття».
Як головний редактор журналу, академік МАБЕТ Білокриницький В. С., підіймає тему стратегічного напрямку: «Горизонти науки пізнання світу і себе, як інструмент і критерій розвитку суспільства».
Вот це і є активне довголіття! Своїм життям надає найкращий приклад молоді! Нагадую, що Василю Степановичу більш ніж 90 років, він учасник і інвалід війни. Цим сказано багато. В інших країнах своїх одноплемінників за допомогу в лікуванні людей знають всі: Брег, Шелтон та інші. А у себе на батьківщині теж потрібно знати своїх чудових людей. Адже ставлення до гідних людям це, так би мовити, є показник здоров'я нації.
Для роботи журналу та його публікації в «паперовому» вигляді В. С. Білокриницький знаходить необхідні кошти, створює маленької згуртований редакційний колектив, набуває підтримки з боку адміністрації міста. Запорука цьому є здоров'я видавця, його «залізні» нерви та кропітка праця. Всі свої сили та досвід В. С. Білокриницький віддає журналу «Здоров'я нації і активне довголіття».
Ця публікація є відкоригована стаття «Білокриницький В. С. — вчений і організатор», матеріали конференції з історії науки у квітні 2013 р. (м. Київ) та оновлена інформація.
13 квітня 2018 р. В. А. Завадський, остання редакція 30.04.2018 р.